# Marjan van Kampen-Nouwen
M.J.P. (Marjan) van Kampen-Nouwen (Blokker, 25 april 1962) is een Nederlands politica en bestuurster. Ze is lid van het CDA. Sinds 1 oktober 2013 is ze burgemeester van Schagen. Sinds 12 november 2024 is ze waarnemend burgemeester van het naastgelegen Bergen.

## Loopbaan
Van 1985 tot 1998 was Van Kampen-Nouwen werkzaam op een basisschool in Enkhuizen. Daarna was ze van 1998 tot 2004 namens Gemeentebelangen Drechterland wethouder en locoburgemeester van Drechterland. In mei 2004 werd ze een half jaar waarnemend burgemeester van Wieringen.
Van december 2004 tot juli 2005 was Van Kampen-Nouwen waarnemend burgemeester van Langedijk. In januari 2006 werd ze opnieuw waarnemend burgemeester Wieringen. Vanaf 1 januari 2008 werd ze er burgemeester. Op 1 januari 2012 ging die gemeente op in Hollands Kroon.
Op 1 oktober 2012 werd Van Kampen-Nouwen waarnemend burgemeester van Teylingen. Op 1 oktober 2013 werd ze burgemeester van Schagen. Op 12 november 2024 werd ze naast Schagen waarnemend burgemeester van het Noord-Hollandse Bergen.

## Nevenfuncties
Naast het burgemeesterschap werd Van Kampen-Nouwen voorzitter van Sportvisserij Nederland, voorzitter van de plaatselijke commissies van de KNRM in Petten en Callantsoog, bestuurslid van de Stichting De Westfriese Molens en voorzitter van de raad van toezicht van het Zuiderzeemuseum.

## Privéleven
Van Kampen-Nouwen werd geboren in Blokker. Ze huwde. Tot haar burgemeesterschap in Schagen was ze woonachtig in Hoogkarspel.